# Forn de la Coma
El Forn de la Coma fou un forn de teules i ceràmica del terme municipal de Monistrol de Calders, de la comarca del Moianès.
Està situat al nord del terme, a prop i al nord-est de la masia de la Coma.